# بحيرة سانت ماري
بحيرة سانت ماري (بالإنجليزية: Saint Mary Lake) هي ثاني أكبر بحيرة في الحديقة الوطنية الجليدية بولاية مونتانا الأمريكية.
تقع البحيرة على الجانب الشرقي من الحديقة وشاطئها الشمالي يوازي طريق "الذهاب إلى الشمس" (بالإنجليزية: Going-to-the-Sun Road)، يبلغ ارتفاع البحيرة 1,367 متر، وتكون مياه بحيرة سانت ماري باردة، وترتفع بحوالي 460 متر عن بحيرة ماكدونالد أكبر بحيرة في حديقة جلاسير الوطنية، والتي تقع على الجانب الغربي من خط التقسيم القاري للأميركتين، في هذه المنطقة ينتهي امتداد السهول الكبرى ويبدأ امتداد جبال الروكي في تغير مفاجئ بالارتفاع، حيث يشكل جبل ليتل شيف الذي يبلغ ارتفاع 1,500متر ويقع جنوب جبال الروكي الطرف الغربي للبحيرة.
يبلغ طول البحيرة 15.9 كيلو متر وعمقها 91 متر وتبلغ مساحتها 15.88 كم². نادرًا ما ترتفع درجة حرارة المياه عن 10 درجات مئوية وخلال فصل الشتاء غالبًا ما تتجمد البحيرة بجليد يصل سمكه إلى 1.2 متر. وهي موطن لعدة أنواع من الأسماك مثل السلمون المرقط.

## معرض الصور

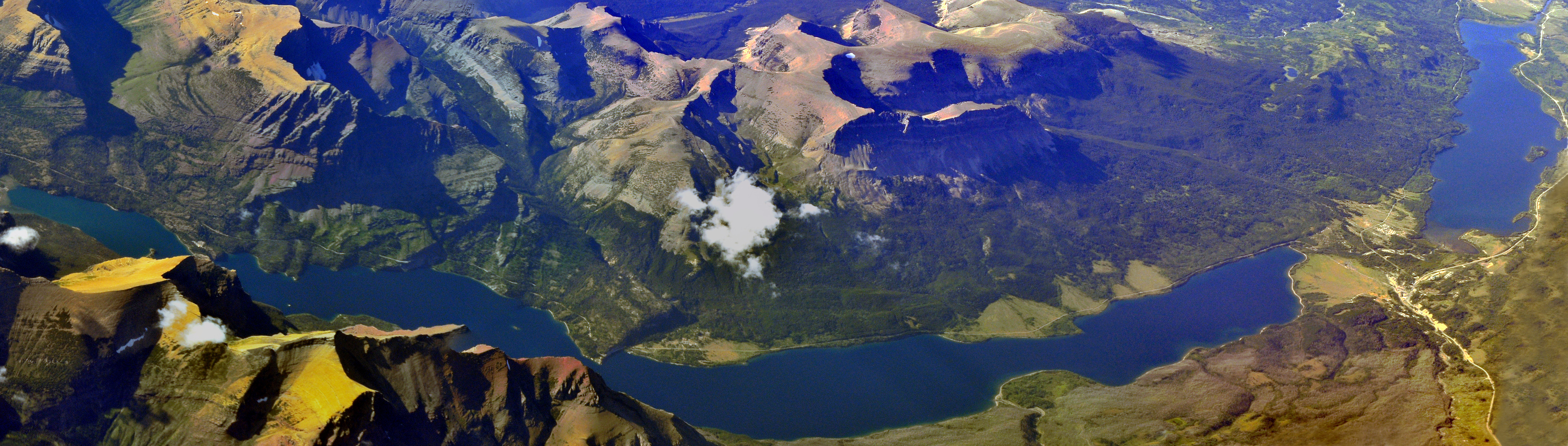
بانوراما جوية
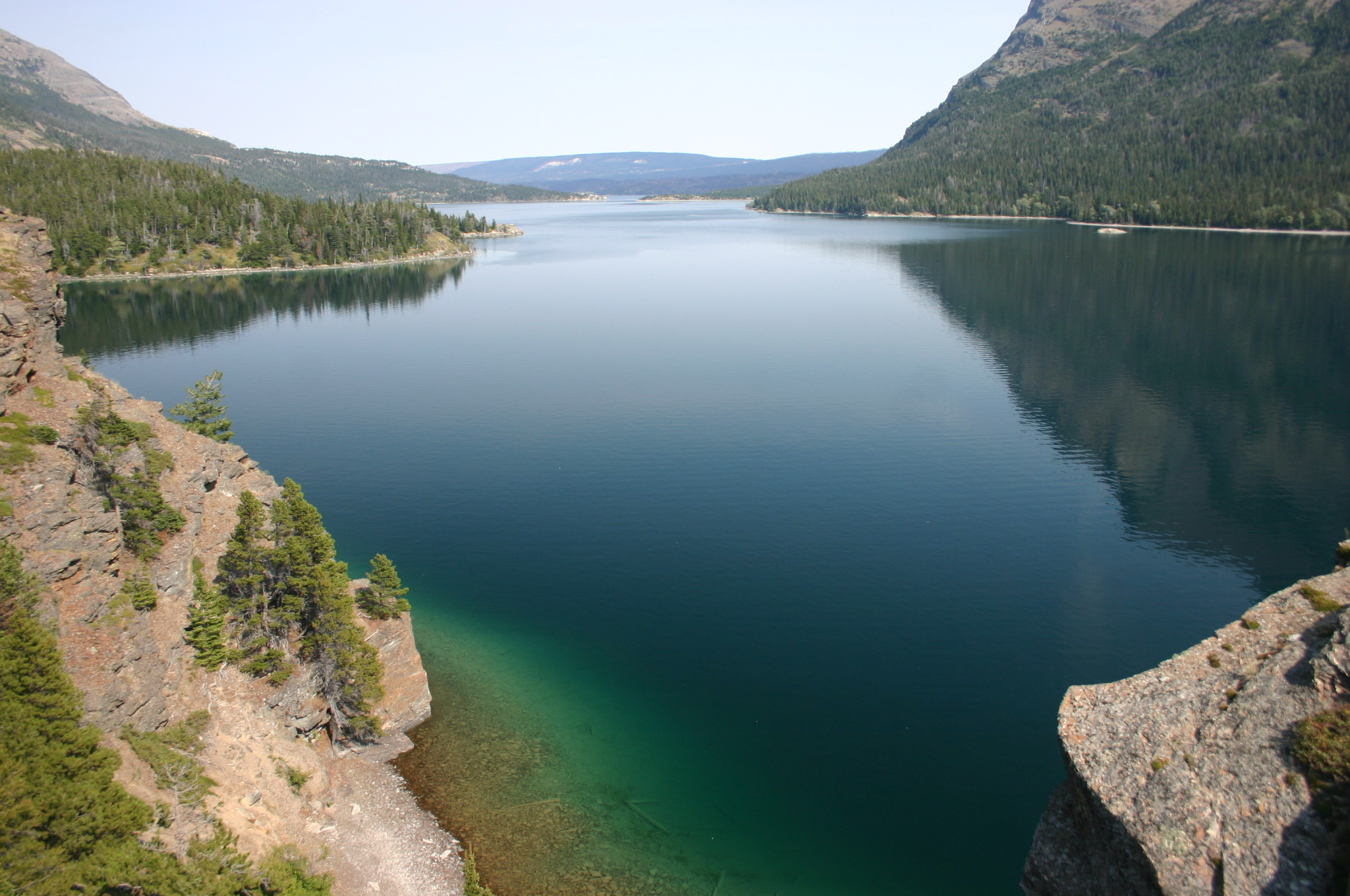
صورة من طريق الذهاب إلى الشمس
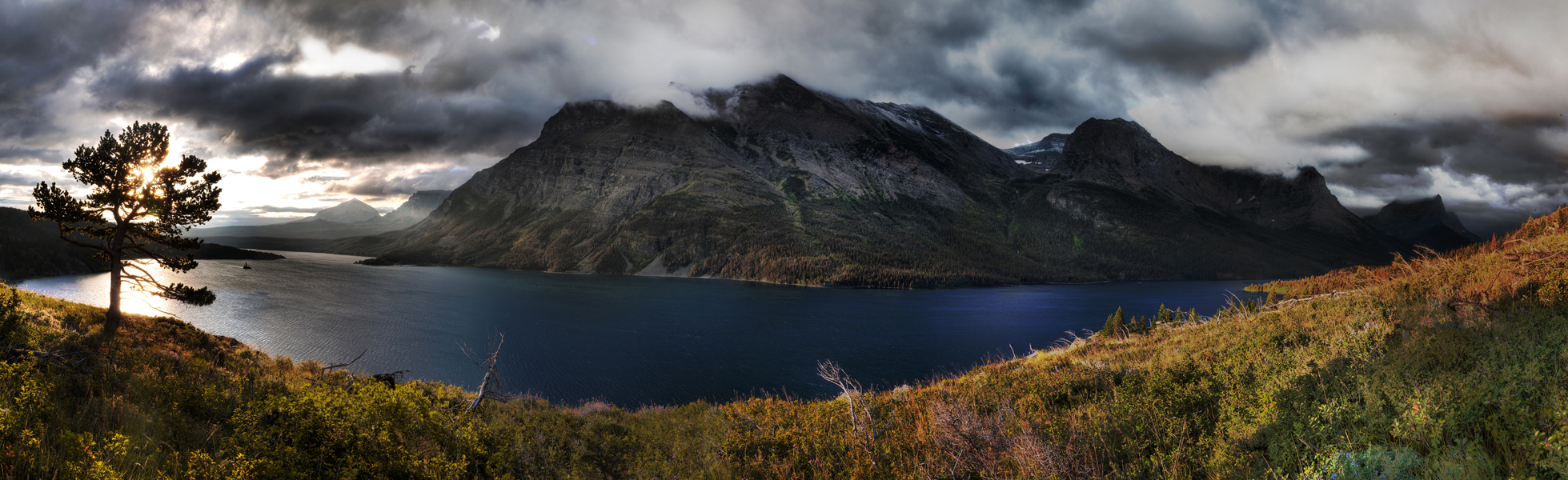
صورة جانبية بانورامية للبحيرة